# Rosebery, New South Wales
Rosebery este o suburbie în Sydney, Australia.